# 欹髻
欹髻（かたかしら）は、琉球時代の沖縄県での成人男性の髪型である。

## 概要

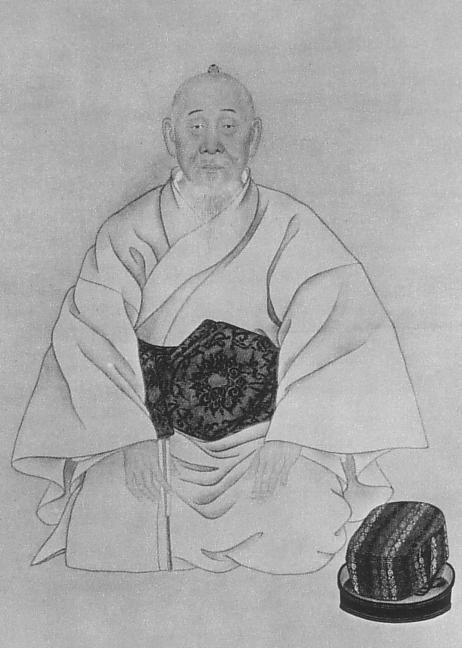
宜湾朝保肖像（19世紀琉球の政治家）

頭頂部で結わえる総髪の髷で、士族の男子は15歳になると元服して髪を結い簪をさして、冠を戴いた（琉球の位階参照）。結った髪形を小さくまとめることが上品とされたため、頭頂部の髪の毛を中剃りすることがよく行われた。この小さくまとめるための中剃りとは、現代の大相撲力士の一部でも行われていることである。
歴史書『球陽』に載せられた伝説によれば、舜天王は右鬢に角のような瘤があり、それを隠すために右側に髷を結い、人々もそれに倣ったという。15世紀半ば、画僧雪舟が中国明へ渡航した折に出会った諸国人を描いたとされる『国々人物図巻』には、琉球人も描かれているが、頭頂部ではなく後頭部片側に結った髪形であることが確認できる。『当代記』慶長15年（1610年）8月の記述によれば、前年の島津氏による琉球侵攻で服属した尚寧王は島津忠恒に付き従い、駿府城で徳川家康に、江戸城にて徳川秀忠に謁見した。この時到着した琉球人の小姓たちが江戸城下で歌舞音曲を披露したが、言葉は日本人と変わらず少し違うだけ、その髪型は「髪を頭の右にからわ（唐輪）に結ぶばかりなり」であった。
那覇に居住した華僑集落の唐栄（久米三十六姓）は、中国の衣装・髪型そのままで暮らしていたが、明が清に滅ぼされた直後の順治庚寅（1650年）、琉球式の習俗に従ってその衣装・髪型を改めた。欹髻を頭頂部へ結う様になったのは、この時からであるとされる。
本土での断髪令は明治4年（1871年）であるが、沖縄では明治12年（1879年）のいわゆる琉球処分による廃藩置県で沖縄県が設置されて以降のことである。本土と同じく罰則があったわけではないので、明治30年代まではよく見られたという。